# Chrysosoma laeve
Chrysosoma laeve är en tvåvingeart som först beskrevs av Jacques-Marie-Frangile Bigot 1891.  Chrysosoma laeve ingår i släktet Chrysosoma och familjen styltflugor.
Artens utbredningsområde är Elfenbenskusten. Inga underarter finns listade i Catalogue of Life.